# Louis Jäger
Louis Jäger (* 30. April 1930 in Mauren; † 21. Oktober 2018) war ein liechtensteinischer Grafiker und Maler, Zeichner, Cartoonist und – nach Selbstaussage – „Autor ironischer Publikationen“. Er gestaltete mehr als 130 Briefmarken für Liechtenstein.

## Biografie
Louis Jäger war nach der Grundschule unter anderem als Keramikmaler in Nendeln und als Dekorationsmaler in Mauren tätig. Er absolvierte von 1957 bis 1961 eine Lehre als Grafiker und besuchte 1957/58 die Blocherer Schule für freie und angewandte Kunst in München. Von 1958 bis 1961 studierte er an der Akademie der Bildenden Künste München und von 1961 bis 1962 an der Hochschule für Bildende Künste Berlin. 1962 eröffnete er in Vaduz ein eigenes Atelier für Grafik und Ausstellungsgestaltung. Bekannt wurde er mit seinen Liechtensteiner Briefmarken. Bereits 1960 entwarf er eine mehrfarbige Europa-Marke mit dem streng geometrischen Wabenmuster. Er gestaltete zahlreiche Postkarten, Sonderstempel und Ersttagskuverts.